# سوفي بيري
سوفي بيري (بالإنجليزية: Sophie Perry) (و. 1986  م) هي لاعبة كرة قدم، من المملكة المتحدة، ولدت في برايتون، تلعب كمُدَافِعَة.

## روابط خارجية
- سوفي بيري على موقع الاتحاد الأوربي (الإنجليزية)
- سوفي بيري على موقع قاعدة بيانات كرة القدم.إي يو (الإنجليزية)
- سوفي بيري على موقع Soccerway.com (الإنجليزية)